# Športski gradski kuglački klub Zanatlija Sisak
Športski gradski kuglački klub "Zanatlija" Sisak (ŠGKK Zanatlija; Zanatlija) muški je kuglački klub iz Siska, Sisačko-moslavačka županija. U sezoni 2023./24. klub se natječe u 2. HKL – Sjever, ligi trećeg ranga hrvatske lige u kuglanju. Klub ima i drugu ekipu pod nazivom "Zanatlija II" koja se u sezoni 2023./24. natječe u 3. HKL - Sjever - zona Bjelovar, ligi četvrtog ranga hrvatske lige u kuglanju.

## O klubu
Poslije 2. svjetskog rata kuglači u Sisku okupljali su se u 2-3 fiskulturna društva, a od 1949.godine najviše u jednoj od sekcija Kuglačkog društva "Sisak", zvanoj "Braća Janić". Dio igrača iz KK "Braća Janić" organizirali su utemeljiteljsku skupštinu 13. studenoga 1955.godine. Može se reći da je ŠGKK Zanatlija ponikao iz ekipe KK Braća Janić. Za prvog predsjednika kluba izabran je Đuro Vidušek, krojački majstor.  

## Povijest

### Sezona 2023./24.
Na početku sezone klub je bio aktivan u prijelaznom roku. U klub su došli Dominik Pavlović, Dražen Đukić i Patrik Vukić, svi trojica prijašnji igrači KK Siscia. 

Već na početku sezone dečki ulaze u formu i već u drugom kolu na kuglani ZIVT u Zaboku ruše ekipni rekord kluba. Novi rekord iznosi 3502 čunja. 

Na kraju prve polusezone ekipa se nalazi na 2. mjestu s 2 boda zaostatka za vodećom ekipom. U zimskom prijelaznom roku klub se pojačava. Iz redova Kuglačkog kluba Medveščak 1958 došao je Filip Turkalj čime je uprava pokazala ozbiljne planove za ulazak u rang više. U drugom dijelu ekipa odigrava polusezonu bez poraza te osvaja 2.HKLS s 30 bodova, 6 bodova više od drugoplasirane ekipe. Uspješnu sezonu ekipa je odigrala s 15 pobjeda i samo 3 poraza te je tako drugu godinu za redom osvojila ligu i izborila plasman u viši rang. 
 
Na pojedinačnom i parovnom natjecanju županije ekipa nije ostvarila uspjehe kao u ligi, tako da je najbolji par S.Pavlović i Z.Filipančić zauzeo 4. mjesto te mu je 7 čunjeva falilo za brončanu medalju i plasman na natjecanje regije. U pojedinačnoj konkurenciji najbolji je bio D.Pavlović koji je završio 6. i kojemu je prvenstvo regije sjever pobjeglo za samo 1 čunj.
 
U kupu županije ekipa je ispala na prvoj stepenici, odnosno četvrtfinalu, gdje je poražena od KK Novska rezultatom 7:1.

### Sezona 2022./23.
Prije početka sezone odrađen je prijelazni rok. Klub je napustio Jadranko Alapić, koji je prešao u gradskog konkurenta KK Sisciju, a klub se je pojačao s dva igrača. U klub je došao dugogodišnji prvoligaški igrač Zlatko Filipančić, do tada član KK Medveščak 1958 iz Zagreba. Drugo pojačanje bio je dugogodišnji član, igrač, tajnik i kapetan KK Kutina iz Kutine Tomislav Pleše. 

Prije početka priprema pred igrače je postavljen jasan cilj: plasman u 2. HKL – Sjever. Bilo je jasno od početka da će glavni protivnik za ulazak u viši rang biti KK Siscia. Liga se sastojala od 5 klubova tako da se je igrala četverokružno. Raspored je odredio da se utakmica protiv glavnog konkurenta igra zadnja. Na kraju prvog dijela sezone i Zanatlija i KK Siscia imali su 7 pobjeda i 1 poraz. Zadnje kolo i zadnju utakmicu sezone Zanatlija je dočekala s 2 boda više od KK Siscia, ali plasman u viši rang još nije bio siguran. Kuglači Zanatlije pobjedili su i u toj utakmici te na kraju sa samo jednim porazom u sezoni osvojili prvo mjesto i ušli u 2. ligu. 

U kupu Sisačko-moslavačke županije ekipa je poražena u finalu od KK Novske koja je uspjela doći do osmine finala kupa RH. Nakon regularnog dijela sezone igrači su nastupili i na Prvenstvu Hrvatske u kategoriji sprint i tandem u Zadru gdje je Zlatko Filipančić osvojio broncu u kategoriji sprint.

### Sezona 2021./22.
Prije početka sezone, u prijelaznom roku klub je napustio Srećko Pavlović, koji je prešao u redove prvoligaša KK Medveščak 1958 iz Zagreba. Ekipa jesenski dio sezone odigrava osrednje, s 2 pobjede, 1 nerješenom i 4 izgubljene utakmice. U zimskom prijelaznom roku Srećko Pavlović se vraća u ekipu te do kraja sezone ekipa je pobjedila 6 utakmica i samo 1 odigrala nerješeno. To je bilo dovoljno za 4. mjesto, s istim brojem bodova kao i trećeplasirana ekipa, ali s manjim brojem osvojenih poena.

### Sezona 2020./21.
Prije početka sezone, tokom prijelaznog roka klub je napustio Fadil Ibrahimpašić, koji je prešao u KK Jedinstvo. Iz KK Jedinstva u suprotnom smjeru došao je Srećko Pavlović. Zbog pandemije COVID-19 sezone je prekinuta nakon samo 7 odigranih utakmica. U ovako ranije završenoj sezoni ekipa je s 4 pobjede, 1 nerješenom i 2 izgubljene uzakmice zauzela 3. mjesto. U zimskom prijelaznom roku klub je napustio Vlado Lavrnja, koji je prešao u KK Siscia. 

### Sezona 2012./13.
Sezona je za klub bila vrlo uspješna. U ligaškom dijelu osvojeno je treće mjesto te brončana medalja s 27 bodova iz 22 susreta. U kupu je ekipa bila još uspješnija. Prvo je uvjerljivo osvojen Kup Sisačko-moslavačke županije pobjedom 7:1 protiv KK Novska u Novskoj. Za kup regije sjever trenutno nema podataka osim da su kao pobjednici kupa SMŽ direktno ušli u polufinale kupa regije sjever. Zatim je ekipa došla sve do polufinala kupa Republike Hrvatske. U polufinalu su poraženi od ekipe KK Velebit rezultatom 7:1. Utakmica za 3. mjesto nije se igrala pa su prema tome oba poražena polufinalista treći.  

### 1932.godina
Kuglački klub "Zanatlija" ustrojen je u proljeće 1932.godine na inicijativu grupe zanatskih djelatnika. Prvu službenu utakmicu klub je odigrao u lipnju 1932.godine protiv sisačkog kluba "Planjka". U srpnju 1932.godine klub je sudjelovap na prvom međuklupskom natjecanju u sisku i osvojio 3. mjesto od 5 klubova. Nažalost klub je prestao s radom već u jesen 1932. godine zbog policijske zabrane. 

## Rekordi

### Ekipni
- 3502 15. listopada 2023. ZIVT Zabok

Mario Išek, Dominik Pavlović, Tomislav Pleše, Zlatko Filipančić, Srećko Pavlović, Josip Lipovac
- 3417 26. ožujka 2011. ŠRC Sisak

Branko Crnogorac, Vladimir Podvalej, Miroslav Mirnić, Zlatko Došen, Mario Išek, Seifo Ramić
- 3406 13. studenoga 2022. Gradska kuglana Bjelovar

Srećko Pavlović, Zlatko Filipančić, Tomislav Pleše, Darko Bogović, Darko Jurković, Mario Išek
- 3405 28. prosinca 2012. Gradska kuglana Novska

Branko Crnogorac, Mario Išek, Miroslav Mirnić, Sejfo Ramić, Zlatko Došen, Dubravko Prpić
- 3404 29. rujna 2018. ŠRC Sisak

Fadil Ibrahimpašić, Mario Išek, Vlado Lavrnja, Josip Lipovac, Dubravko Prpić, Josip Alapić

## Uspjesi

### Prvenstvo obrtničkih kuglačkih klubova Republike Hrvatske
- Ekipno
  - 1. mjesto (3):

2014., 2013., 2011.
- Parovno
  - 1. mjesto (3):

2014.- Miroslav Mirnić, Nenad Kljajić; 2013.- Miroslav Mirnić, Branko Crnogorac; 2011.- Branko Crnogorac, Miroslav Mirnić
- Pojedinačno
  - 1. mjesto (1):

2011.- Mario Išek

### Ekipni
- 2. HKL – Sjever
  - 1. mjesto (1): 2023./24.[6]
  - 2. mjesto (2): 2014./15.,[7] 2015./16.[8]
  - 3. mjesto (4): 2003./04., 2009./10.,[9] 2010./11.,[10] 2012./13.[11]

- 3. HKLS – zona Bjelovar
  - 1. mjesto (2): 2018./19.,[12] 2022./23.[13]
  - 3. mjesto (1): 2020./21.[14]

- Kup Republike Hrvatske
  - 3. mjesto (1): 2012./13.[15]

- Kup Regije Sjever

- Kup Sisačko-moslavačke županije
  - 1. mjesto (1): 2012./13.[4]
  - 2. mjesto (2): 2014./15.,[16] 2022./23.[17]

### Pojedinačno
- Prvenstvo Republike Hrvatske - sprint
  - 3. mjesto (1):
    - 2022./23. - Zlatko Filipančić[18]
- Sisačko-moslavačka županija
  - 3. mjesto (1):
    - 2011./12. - Branko Crnogorac - 1134[19]

### Igrač lige
- 2. Hrvatska kuglačka liga - Sjever
  - 1. mjesto (2):
    - 2009./10. Mario Išek - 572,47[9]
    - 2010./11. Mario Išek - 587,22[10]
- 3. Hrvatska kuglačka liga - Sjever - zona Bjelovar
  - 1. mjesto (1):
    - 2022./23. Srećko Pavlović - 554,95[20]

  - 2. mjesto (1):
    - 2018./19. Mario Išek - 545,35[21]

  - 3. mjesto (2):
    - 2018./19. Jadranko Alapić - 543,41[21]
    - 2022./23. Mario Išek - 553,77[20]

## Pregled plasmana po sezonama
| sezona    | rang lige | liga                            | poz. | klubova u ligi | ut | pob | ner | por | poen+ | poen- | bod | napomene                                           | izvori |
| --------- | --------- | ------------------------------- | ---- | -------------- | -- | --- | --- | --- | ----- | ----- | --- | -------------------------------------------------- | ------ |
| 2024./25. | II.       | 1. HKL – Sjever                 |      | 12             |    |     |     |     |       |       |     |                                                    |        |
| 2023./24. | III.      | 2. HKL – Sjever                 | 1.   | 10             | 18 | 15  | 0   | 3   | 108,5 | 35,5  | 30  | Plasirali se u 1.HKL - Sjever                      | [ 6 ]  |
| 2022./23. | IV.       | 3. HKL – Sjever – zona Bjelovar | 1.   | 5              | 16 | 15  | 0   | 1   | 100   | 28    | 30  | Plasirali se u 2. HKL – Sjever                     | [ 13 ] |
| 2021./22. | IV.       | 3. HKL – Sjever – zona Bjelovar | 4.   | 8              | 14 | 8   | 2   | 4   | 62,5  | 49,5  | 18  |                                                    | [ 22 ] |
| 2020./21. | IV.       | 3. HKL – Sjever – zona Bjelovar | 3.   | 8              | 7  | 4   | 1   | 2   | 30    | 26    | 9   | Sezona prekinuta zbog pandemije COVID-19           | [ 14 ] |
| 2019./20. | III.      | 2. HKL – Sjever                 | 10.  | 10             | 18 | 2   | 2   | 14  | 49    | 95    | 6   | Ispali iz lige                                     | [ 23 ] |
| 2018./19. | IV.       | 3. HKL – Sjever – zona Bjelovar | 1.   | 6              | 20 | 16  | 1   | 3   | 114,5 | 45,5  | 33  | Plasirali se u 2. HKL – Sjever                     | [ 12 ] |
| 2017./18. | III.      | 2. HKL – Sjever                 | 10.  | 10             | 18 | 2   | 0   | 16  | 46,5  | 97,5  | 4   | Ispali iz lige                                     | [ 24 ] |
| 2016./17. | II.       | 1. B HKL – Sjever               | 11.  | 12             | 22 | 6   | 0   | 16  | 70,5  | 105,5 | 12  | Ispali iz lige                                     | [ 25 ] |
| 2015./16. | II.       | 2. HKL – Sjever                 | 2.   | 12             | 22 | 15  | 2   | 5   | 113   | 63    | 32  | Ulazak u viši rang zbog kreiranja novog ranga lige | [ 8 ]  |
| 2014./15. | II.       | 2. HKL – Sjever                 | 2.   | 12             | 22 | 18  | 0   | 4   | 120,5 | 55,5  | 36  |                                                    | [ 7 ]  |
| 2013./14. | II.       | 2. HKL – Sjever                 | 4.   | 12             | 22 | 11  | 2   | 9   | 91,5  | 84,5  | 24  |                                                    | [ 26 ] |
| 2012./13. | II.       | 2. HKL – Sjever                 | 3.   | 12             | 22 | 12  | 3   | 7   | 101,5 | 74,5  | 27  |                                                    | [ 11 ] |
| 2011./12. | II.       | 2. HKL – Sjever                 | 6.   | 12             | 22 | 11  | 1   | 10  | 92    | 84    | 23  |                                                    | [ 27 ] |
| 2010./11. | II.       | 2. HKL – Sjever                 | 3.   | 12             | 22 | 16  | 1   | 5   | 121,5 | 54,5  | 33  |                                                    | [ 10 ] |
| 2009./10. | II.       | 2. HKL – Sjever                 | 3.   | 12             | 22 | 15  | 2   | 5   | 112   | 64    | 32  |                                                    | [ 9 ]  |
| 2008./09. | II.       | 2. HKL – Sjever                 | 5.   | 12             | 22 | 11  | 2   | 9   | 92,5  | 83,5  | 24  |                                                    |        |
| 2007./08. |           |                                 |      |                |    |     |     |     |       |       |     |                                                    |        |
| 2006./07. | II.       | 2. HKL – Sjever                 | 8.   | 12             | 22 | 9   | 1   | 12  | 83    | 93    | 19  |                                                    |        |
| 2005./06. | II.       | 2. HKL – Sjever                 | 9.   | 12             | 22 | 11  | 0   | 11  | 87,5  | 88,5  | 22  |                                                    |        |
| 2004./05. | II.       | 2. HKL – Sjever                 | 9.   | 12             | 22 | 10  | 1   | 11  | 81    | 95    | 21  |                                                    |        |
| 2003./04. | II.       | 2. HKL – Sjever                 | 3.   | 12             | 22 | 14  | 2   | 6   | 99    | 77    | 30  |                                                    |        |
| 2002./03. |           |                                 |      |                |    |     |     |     |       |       |     |                                                    |        |
| 2001./02. | II.       | 1. B HKL – Sjever               | 10.  | 12             | 22 | 9   | 1   | 12  | 82    | 94    | 19  | Nakon sezone ukinuta 1.B HKL                       | [ 28 ] |
| 2000./01. | II.       | 1. B HKL – Sjever               | 8.   | 12             | 22 | 10  | 1   | 11  | 78    | 98    | 21  |                                                    | [ 29 ] |
| 1999./00. |           |                                 |      |                |    |     |     |     |       |       |     |                                                    |        |
| 1998./99. |           |                                 |      |                |    |     |     |     |       |       |     |                                                    |        |
| 1997./98. |           |                                 |      |                |    |     |     |     |       |       |     |                                                    |        |
| 1996./97. |           |                                 |      |                |    |     |     |     |       |       |     |                                                    |        |
| 1995./96. |           |                                 |      |                |    |     |     |     |       |       |     |                                                    |        |
| 1994./95. | III.      | 2.HKL - Sjever                  | 9    | 12             | 22 |     |     |     |       |       | 13  | Ove sezone kreirana 1.B HKL                        | [ 30 ] |
| 1993./94. | III.      | 3.HKL - Sjever                  | 11   | 13             | 24 |     |     |     |       |       | 12  |                                                    | [ 30 ] |
| 1992./93. | III.      | 3.HKL - Sjever                  | 10   | 11             | 20 |     |     |     |       |       | 6   |                                                    | [ 30 ] |

## Druga ekipa
Druga ekipa oformljena je radi stjecanja iskustva mladih igrača kao i onih koji nemaju prilike zaigrati u prvoj ekipi. Cilj je skupljanje iskustva kako bi se svojim igrama i rezultatima mogli nametnuti i prvoj ekipi.
| sezona    | rang lige         | liga                                    | poz.              | klubova u ligi    | ut                | pob               | ner               | por               | poen+             | poen-             | bod               | napomene             | izvori            |
| --------- | ----------------- | --------------------------------------- | ----------------- | ----------------- | ----------------- | ----------------- | ----------------- | ----------------- | ----------------- | ----------------- | ----------------- | -------------------- | ----------------- |
| 2024./25. | IV.               | 3. HKL - Sjever - zona Bjelovar         |                   | 6                 |                   |                   |                   |                   |                   |                   |                   |                      |                   |
| 2023./24. | IV.               | 3. HKL - Sjever - zona Bjelovar         | 5.                | 7                 | 12                | 5                 | 1                 | 6                 | 45                | 51                | 11                | Nisu ušli u playoff  |                   |
| 2022./23. | Nije se natjecala | Nije se natjecala                       | Nije se natjecala | Nije se natjecala | Nije se natjecala | Nije se natjecala | Nije se natjecala | Nije se natjecala | Nije se natjecala | Nije se natjecala | Nije se natjecala | Nije se natjecala    | Nije se natjecala |
| 2021./22. | Nije se natjecala | Nije se natjecala                       | Nije se natjecala | Nije se natjecala | Nije se natjecala | Nije se natjecala | Nije se natjecala | Nije se natjecala | Nije se natjecala | Nije se natjecala | Nije se natjecala | Nije se natjecala    | Nije se natjecala |
| 2020./21. | Nije se natjecala | Nije se natjecala                       | Nije se natjecala | Nije se natjecala | Nije se natjecala | Nije se natjecala | Nije se natjecala | Nije se natjecala | Nije se natjecala | Nije se natjecala | Nije se natjecala | Nije se natjecala    | Nije se natjecala |
| 2019./20. | Nije se natjecala | Nije se natjecala                       | Nije se natjecala | Nije se natjecala | Nije se natjecala | Nije se natjecala | Nije se natjecala | Nije se natjecala | Nije se natjecala | Nije se natjecala | Nije se natjecala | Nije se natjecala    | Nije se natjecala |
| 2018./19. | Nije se natjecala | Nije se natjecala                       | Nije se natjecala | Nije se natjecala | Nije se natjecala | Nije se natjecala | Nije se natjecala | Nije se natjecala | Nije se natjecala | Nije se natjecala | Nije se natjecala | Nije se natjecala    | Nije se natjecala |
| 2017./18. | IV.               | 3. HKL – Sjever – zona Bjelovar         | 7.                | 7                 | 12                | 2                 | 0                 | 10                | 29,5              | 66,5              | 4                 | Nisu ušli u play-off | [ 31 ]            |
| 2016./17. | IV.               | 3. HKL – Sjever – zona Bjelovar         | 5.                | 7                 | 12                | 4                 | 1                 | 7                 | 39,5              | 56,5              | 9                 | Nisu ušli u play-off | [ 32 ]            |
| 2015./16. | III.              | 3. HKL – Sjever – zona Bjelovar         | 9.                | 9                 | 16                | 1                 | 3                 | 12                | 35                | 93                | 5                 |                      | [ 33 ]            |
| 2014./15. |                   |                                         |                   |                   |                   |                   |                   |                   |                   |                   |                   |                      |                   |
| 2013./14. | III.              | 3. HKL – Sjever – zona Bjelovar – Sisak | 11.               | 11                | 20                | 2                 | 0                 | 18                | 30                | 130               | 4                 |                      | [ 34 ]            |

## Vanjske poveznice
- Kuglački savez Sisačko-moslavačke županije
- Facebook stranica ŠGKK Zanatlija Sisak